# Карта Дней
«Карта дней» — роман, сиквел романа «Библиотека душ» американского писателя Ренсома Риггза, четвёртая книга в серии «Мисс Перегрин».

## Сюжет
Основное действие происходит в США. Справившись с чудовищной опасностью, едва не уничтожившей весь странный мир, Джейкоб Портман возвращается туда, откуда началась его история, — домой, во Флориду. Но теперь он не один, с ним мисс Сапсан, Эмма и другие его странные друзья, которые изо всех сил стараются вписаться в современную жизнь. Но беззаботные дни с походами на пляж и уроками нормальности продлятся недолго.
Джейкоб получает опасное наследство и понимает, как много странного было в его жизни еще до того, как он вошел во временную петлю мисс Сапсан. Теперь ставки поднялись выше: судьба забрасывает Джейкоба и его друзей на дикие просторы странного мира Америки — мира без имбрин[неизвестный термин] и почти без правил… Вернее, со своими особыми правилами, о которых наши герои не имеют ни малейшего представления.